# ドミニク・ヴォワネ

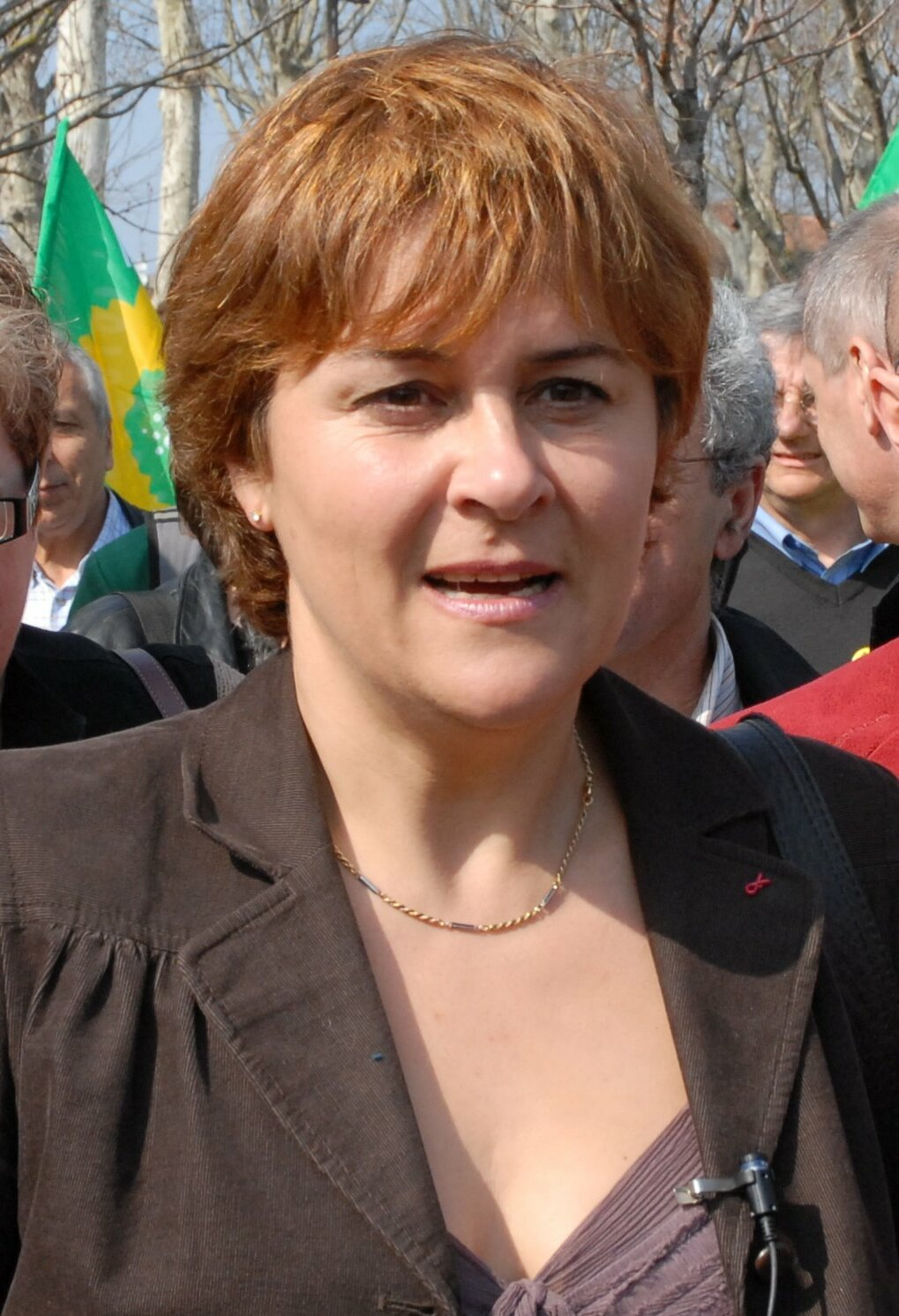
ドミニク・ヴォワネ

ドミニク・ヴォワネ（Dominique Voynet、1958年11月4日 - ）は、フランスの政治家。元環境大臣。緑の党の創設者のひとり。現在はヨーロッパ・エコロジー＝緑の党所属。
ドゥー県モンベリアル出身。麻酔医として出発するが、1970年代から環境保護運動に共鳴し、反原発運動や森林保護などの運動に参加した。さらにアムネスティ・インターナショナル、フランス民主労働連合に参加する。
1982年の緑の党結成に参加する。1989年欧州議会議員選挙に緑の党から立候補し当選する。1992年から1994年までフランシュ＝コンテ地域圏総会議員も務めた。
1995年大統領選挙に緑の党から立候補し、101万票（3.8パーセント）を獲得した。1997年下院国民議会総選挙後、リオネル・ジョスパン内閣の環境相として入閣した。2004年から2011年まで、セーヌ＝サン＝ドニ県選出の上院議員。
2007年フランス大統領選挙にも立候補したが、57万6666票（得票率1.57パーセント）に終わった。2008年から2014年までモントルイユ市長。2024年フランス議会総選挙で国民議会のドゥー県第2選挙区から立候補し、当選。27年ぶりに国民議会議員となった。